# Dimitrie Gusti

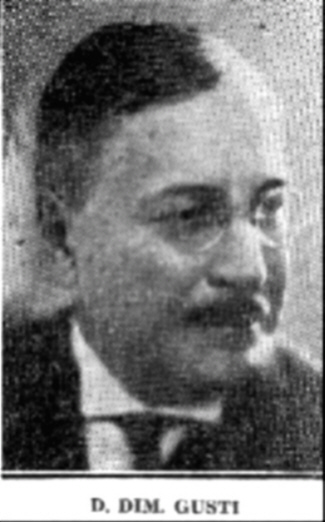
Dimitrie Gusti

Dimitrie Gusti (* 13. Februar 1880 in Iași (Jassy, Rumänien); † 30. Oktober 1955 in Bukarest) war ein rumänischer Soziologe, Historiker, voluntaristischer Philosoph, Sozialreformer und Kulturpolitiker.

## Leben
Dimitrie Gusti lebte als Kind auf dem Landbesitz seiner Eltern (Stefan Gusti und Natalie, geb. Gatovski) im Dorf Gronita und besuchte ab dem sechsten Lebensjahr bis 1898 als Internatsschüler die Grund- und Oberschule in Iași. Sodann studierte er an der Universität Iași Geschichte (bei Alexandru Dimitrie Xenopol), Soziologie und Nationalökonomie. 1899 wechselte er auf die Friedrich-Wilhelm-Universität in Berlin, 1900 nach Leipzig, wo Wilhelm Wundt, Paul Barth und Karl Bücher seine akademischen Lehrer waren. Bei Bücher wurde Gusti 1904 mit seiner Dissertation Egoismus und Altruismus. Zur soziologischen Motivation des praktischen Wollens zum Dr. phil. promoviert.
Der vielfältig interessierte junge Wissenschaftler kehrte 1905 nach Berlin zurück und hat in seiner deutschen Zeit auch Soziologie bei Georg Simmel, Ferdinand Tönnies, Leopold von Wiese und Max Weber, ferner Philosophie bei Friedrich Paulsen und Jurisprudenz bei Franz von Liszt und Rudolf Stammler gehört. 1908 ging er zum Soziologen Émile Durkheim nach Paris und wandte sich dort auch englischen Autoren wie Herbert Spencer zu.
In Rumänien war er als Professor in Iași und ab 1920 in Bukarest. Er zog die Studenten stark an, und zu seinen Hörern gehörten Rechte wie Linke (so Mircea Vulcănescu, Miron Constantinescu und Henri H. Stahl). Er begründete die empirisch-monografisch ausgerichtete Bukarester Schule der Soziologie. Von 1925 bis 1939 legte er eine bedeutende Reihe von Dorfstudien vor. Diese folgten dem zentralen Anliegen der rumänischen Soziologie, die Kenntnisse über das Leben und die Arbeìt in den Dörfern zu erweitern, weil Ackerbau und Viehzucht für die rumänische Gesellschaft die wirtschaftliche und kulturelle Grundlage bildeten. Daher führte Gusti mit Studentengruppen regelmäßig Exkursionen aufs Land durch, deren Ergebnisse später ausführlich publiziert wurden. Zwischen 1934 und 1939 hatte sich die Zahl der studentischen Teilnehmer gegenüber der ersten Jahre vervielfacht. Der Schwerpunkt der Aktivitäten lag nun in der Einführung neuer Methoden zur Produktionssteigerung in der Land- und Forstwirtschaft und in der Schaffung kultureller Zentren in den Dörfern. Gustis nationale Einstellung ließ es nicht zu, auch Dörfer von ethnischen Minderheiten zu untersuchen, dennoch war sein Nationalismus gemäßigter als etwa derjenige seines Zeitgenossen Sabin Manuilă (1894–1964), der als der einflussreichste rumänische Demograf vor dem Zweiten Weltkrieg gilt.
1936 gründete Gusti mit Stahl und Victor Ion Popa das Bukarester Muzeul Satului (Dorfmuseum). 1919 wurde er als Mitglied in die Rumänische Akademie berufen und war von 1944 bis 1946 ihr Präsident.
Politisch schloss er sich der Bauernpartei an und war von 1932 bis 1933 rumänischer Erziehungsminister. Er verließ sie wegen ihrer duldsamen Politik gegenüber der autoritären Wendung König Karls II. und der faschistischen Politik der „Eisernen Garde“, die dann 1940 zur Antonescu-Diktatur führte. Nach dem Einmarsch der sowjetischen Truppen versuchte die Kommunistische Partei vergebens, ihn zu gewinnen; doch wurde er Mitglied der Gesellschaft für Rumänisch-Sowjetische Freundschaft.
Sein Grab befindet sich auf dem Bellu-Friedhof in Bukarest.

## Theoretische Charakterisierung
Nach Gusti besteht die Gesellschaft aus sozialen Einheiten mit einer verbindenden Mentalität, dessen zentraler Bestandteil der soziale Wille ist, der aus kosmischen, biologischen, psychologischen und historischen Faktoren besteht, die den sozialen Wandel bestimmen und ihn in einem gewissen Maße vorhersehbar machen. Seine Methodik ist durch interdisziplinäre Empirie gekennzeichnet.

## Ehrungen
1934 verlieh ihm die Universität Leipzig den Ehrendoktor, wo er in seiner Dankesrede sagte: Ich habe Deutschland in den Jahren 1899–1910 erlebt auf seinem Höhepunkt, in einer glücklichen Prosperität und auf dem Triumphweg zur industriellen Vorherrschaft in der Welt, dazu das größte, fleißigste und disziplinierteste Volk in Europa, mit Genies, die die menschliche Zivilisation gekrönt haben (...) aber 1934 habe ich ein besiegtes, ermüdetes und verzweifeltes Deutschland bereist, eine der desorganisiertesten Nationen Europas.

## Publikationen (Auswahl)
- Egoismus und Altruismus, 1904
- Die soziologischen Bestrebungen in der neuen Ethik, 1908
- Cosmologia elenă, 1929
- Sociologia militans, (Bd. 1, 1935; Bde. 2–3, 1946)
- Enciclopedia României, Bde. I–IV, Bukarest, 1938, 1943
- Cunoaștere și acțiune în serviciul națiunii, (2 Bde.., 1939)
- Problema sociologiei, 1940
- La science de la réalité sociale, 1941